# Nedachlebice
Nedachlebice település Csehországban, a Uherské Hradiště-i járásban. Nedachlebice Mistřice, Prakšice, Hradčovice, Bílovice, Březolupy, Částkov és Drslavice településekkel határos. Lakosainak száma 786 fő (2024. január 1.).

## Népesség
A település lakosságának változását az alábbi diagram mutatja:
| Lakosok száma | 570  | 743  | 839  | 1050 | 976  | 796  | 796  | 814  | 759  | 786  |
|               | 1869 | 1900 | 1921 | 1961 | 1980 | 2011 | 2016 | 2019 | 2021 | 2024 |